# Chiesa di San Severo (Erfurt)
La chiesa di San Severo (in tedesco Severikirche ) è una delle chiese principali della città di Erfurt in Germania.
Rappresenta uno dei maggiori monumenti cittadini e un notevole esempio dell'Architettura gotica in Germania.

## Storia

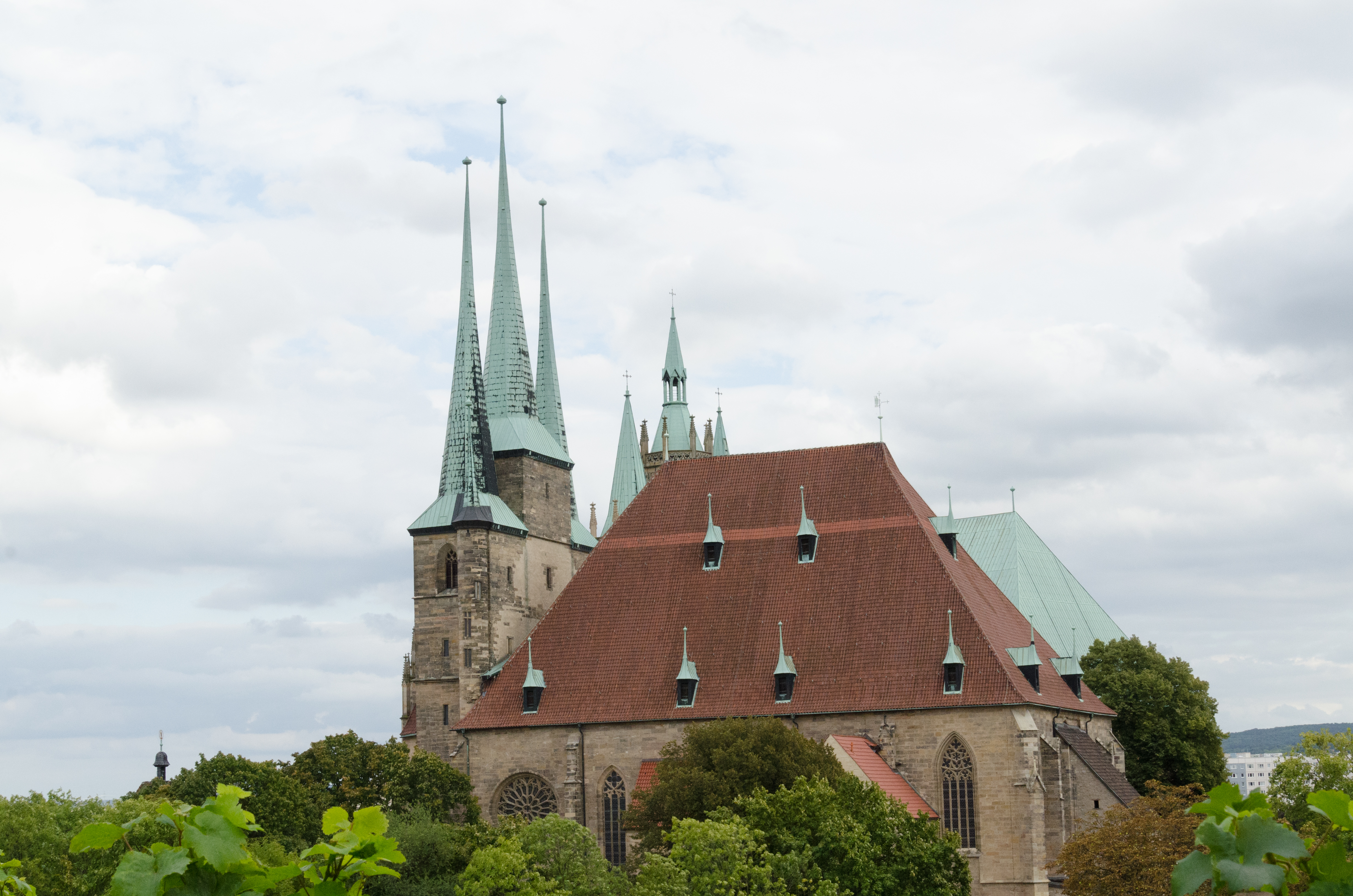
Veduta dell'esterno.

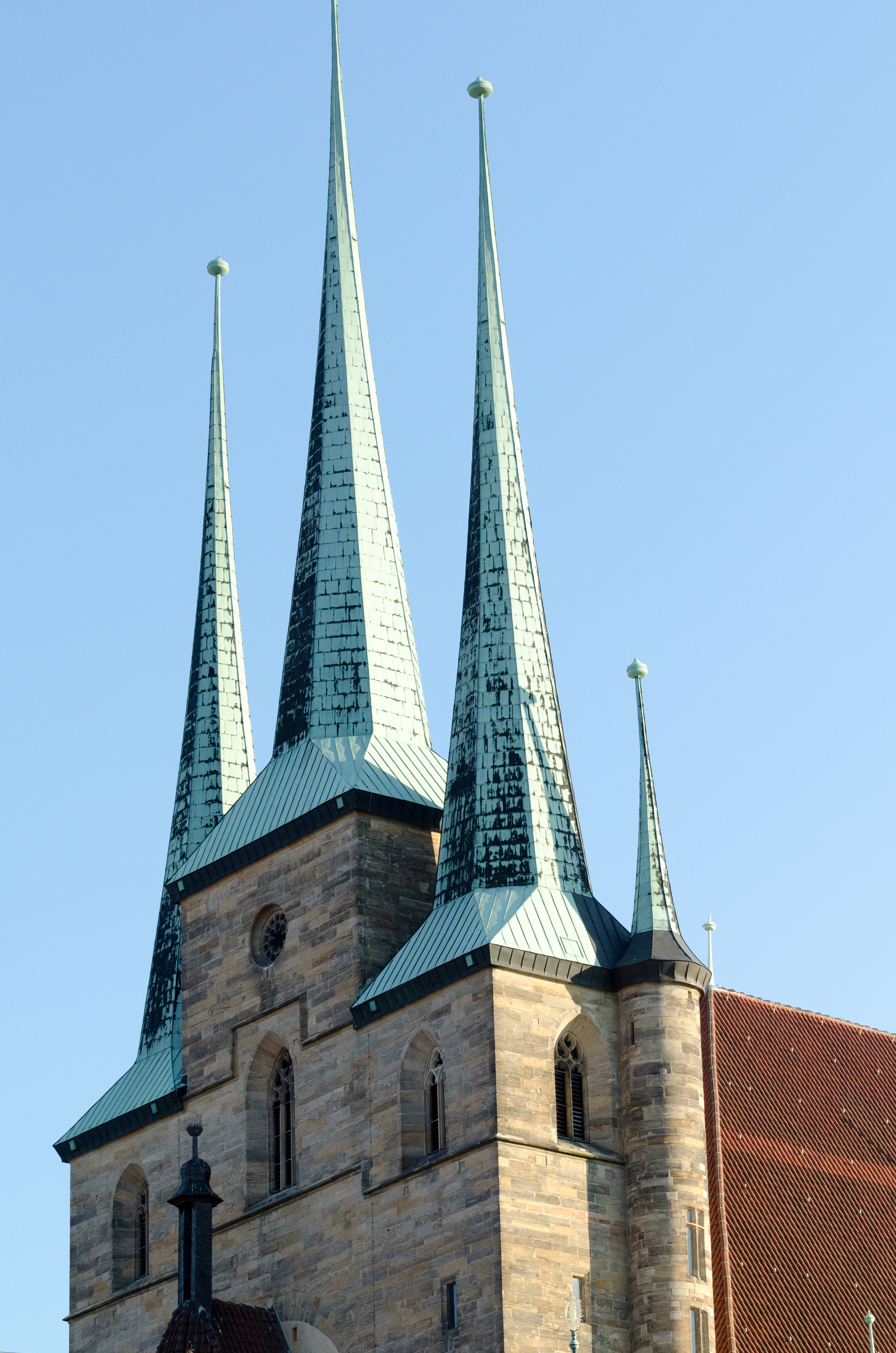
Le tre torri cuspidate del corpo orientale.

### Origini
Sul sito dell'edificio attuale sorgeva una prima chiesa dedicata a San Paolo, i cui resti apparvero, appena più a nord, durante degli scavi archeologici effettuati nel 1960-61. A poche centinaia di metri, sulla collina suburbana del Petersberg, vi era stato fondato un monastero di monaci benedettini, dedicato a San Pietro, nell'VIII secolo. Apparentemente un suo gemello, femminile, dedicato a San Paolo, era stato fondato nel 708 sulla collina della cattedrale la quale costruzione viene attribuita a San Bonifacio.
Nell'836, l'Arcivescovo di Magonza Autcario (826-847) portò a Erfurt i resti di San Severo di Ravenna donandoli alla Klosterkirche Sankt Paul „auf dem Berge“, il "Monastero di San Paolo in Alto Monte" e nel IX secolo la chiesa sembra essere dedicata ai due Santi Paolo e Severo. Nel 935 la chiesa monastica venne elevata a collegiata.
Nel 1079-80, con la conquista di Erfurt da parte di Enrico IV, durante la lotta per le investiture contro l'Arcivescovo di Magonza, la città fu messa a fuoco, e con essa anche la chiesa andò bruciata.

### La chiesa romanica
Nel 1121 venne intrapresa la costruzione di una chiesa romanica ad opera dei canonici agostiniani, fu la prima volta che l'edificio appare in documenti ufficiali. 
Il piano dell'edificio romanico lo si può leggere ancora nella costruzione di oggi: una basilica a tre navate con due transetti e due cori, di cui quello orientale era fiancheggiato da due torri.
Accanto vi era ancora il convento benedettino di San Paolo. Allo stesso tempo, l'Arcivescovo Adalberto di Magonza (1109-1137) eresse a est della chiesa la "Krummhaus", residenza vescovile. Ma divenuta troppo esigua per la corte, nel 1123 l'arcivescovo trasferì il convento benedettino al Cyriaksberg.
Tuttavia nel 1142 la chiesa di san Severo, con annessi convento e castello vescovile vennero colpiti da un incendio. Ma nel 1148 vennero restaurati e la chiesa fu riconsacrata nello stesso anno.

### L'edificio gotico odierno

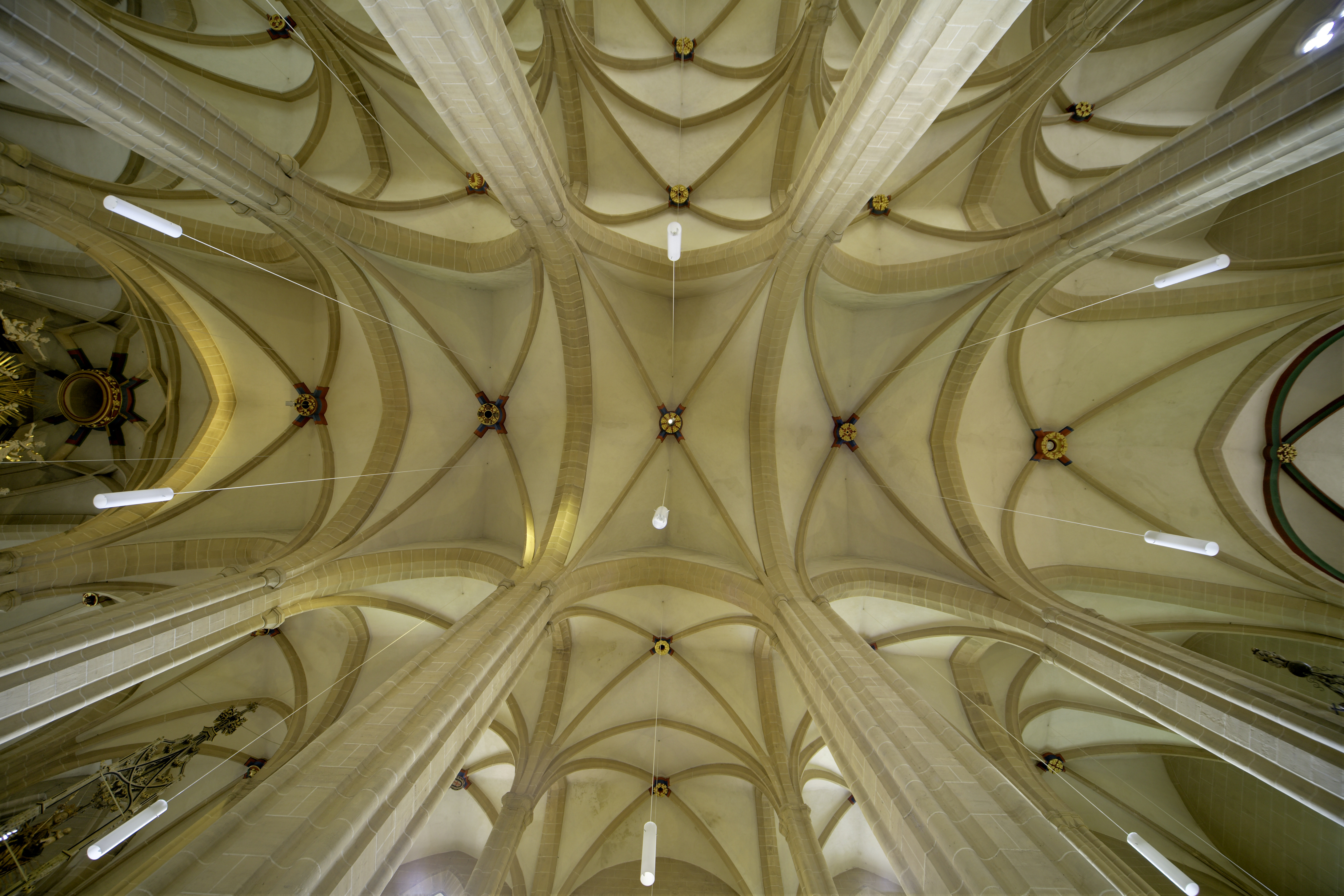
Le volte.

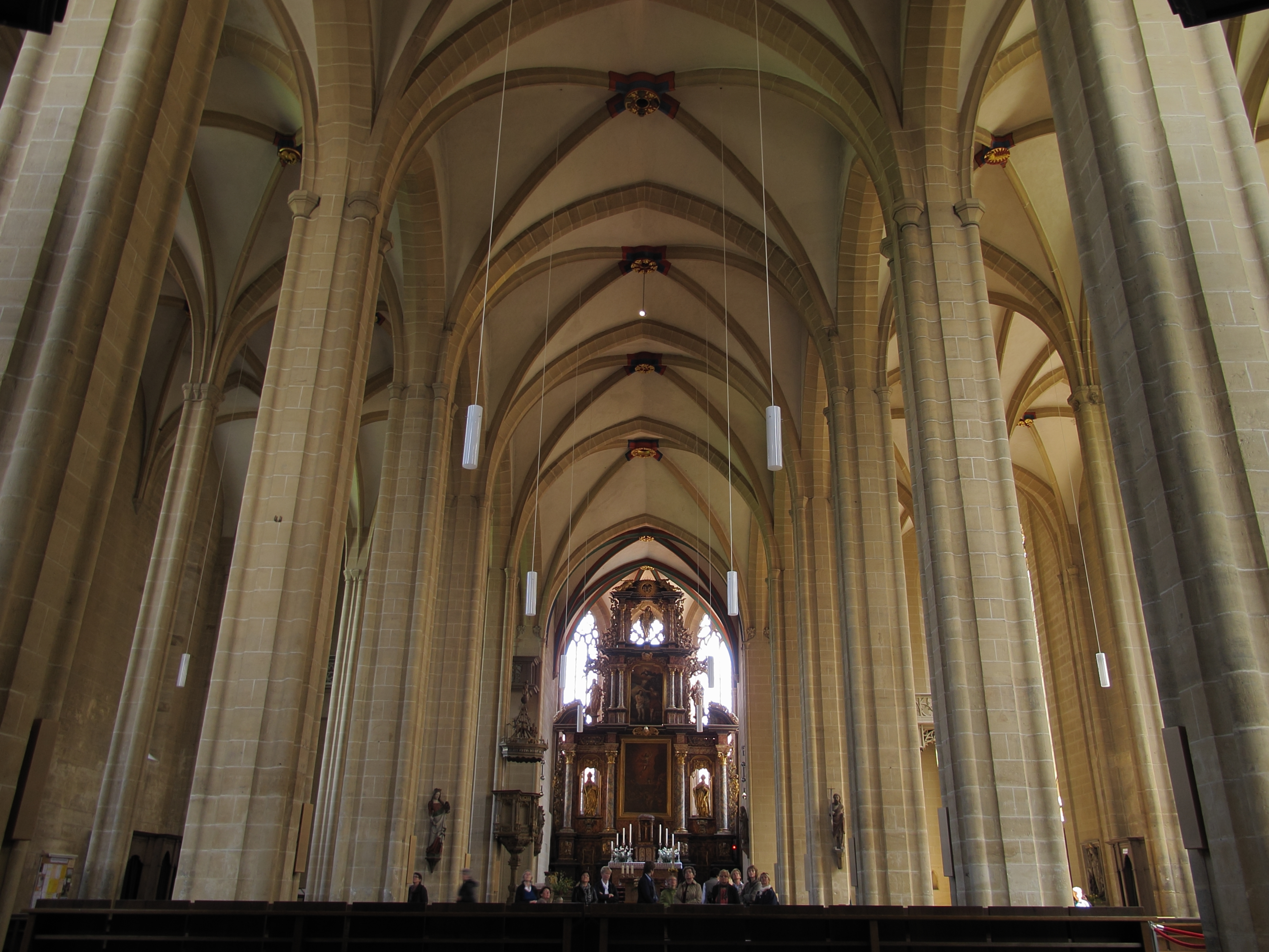
L'interno.

Nel 1238 si certificò che la chiesa romanica di San Severo era pericolante; così nel 1270 si prese la decisione di ricostruire l'edificio, in stile gotico primitivo e con pianta bicefala a due cori contrapposti.
I lavori iniziarono nel 1278 e nel 1308 la parte orientale col coro e il transetto erano stati completati. L'edificio venne consacrato.
Nel 1327 venne alzato il piedicroce, secondo lo schema delle Hallenkirche, diviso in cinque navate da pilastri e fra il 1370 e il 1380 vennero eseguite le volte. La chiesa poté dirsi completata.
Un altro, grande, incendio sviluppatosi nel giugno del 1472 arrecò notevoli danni l'edificio e tutto il mobilio andò perduto. Le volte vennero ricostruite nel 1472-73 così come il coro e le torri orientali, completati nel 1495 con l'aggiunta delle tre affilatissime guglie.

## Opere d'arte

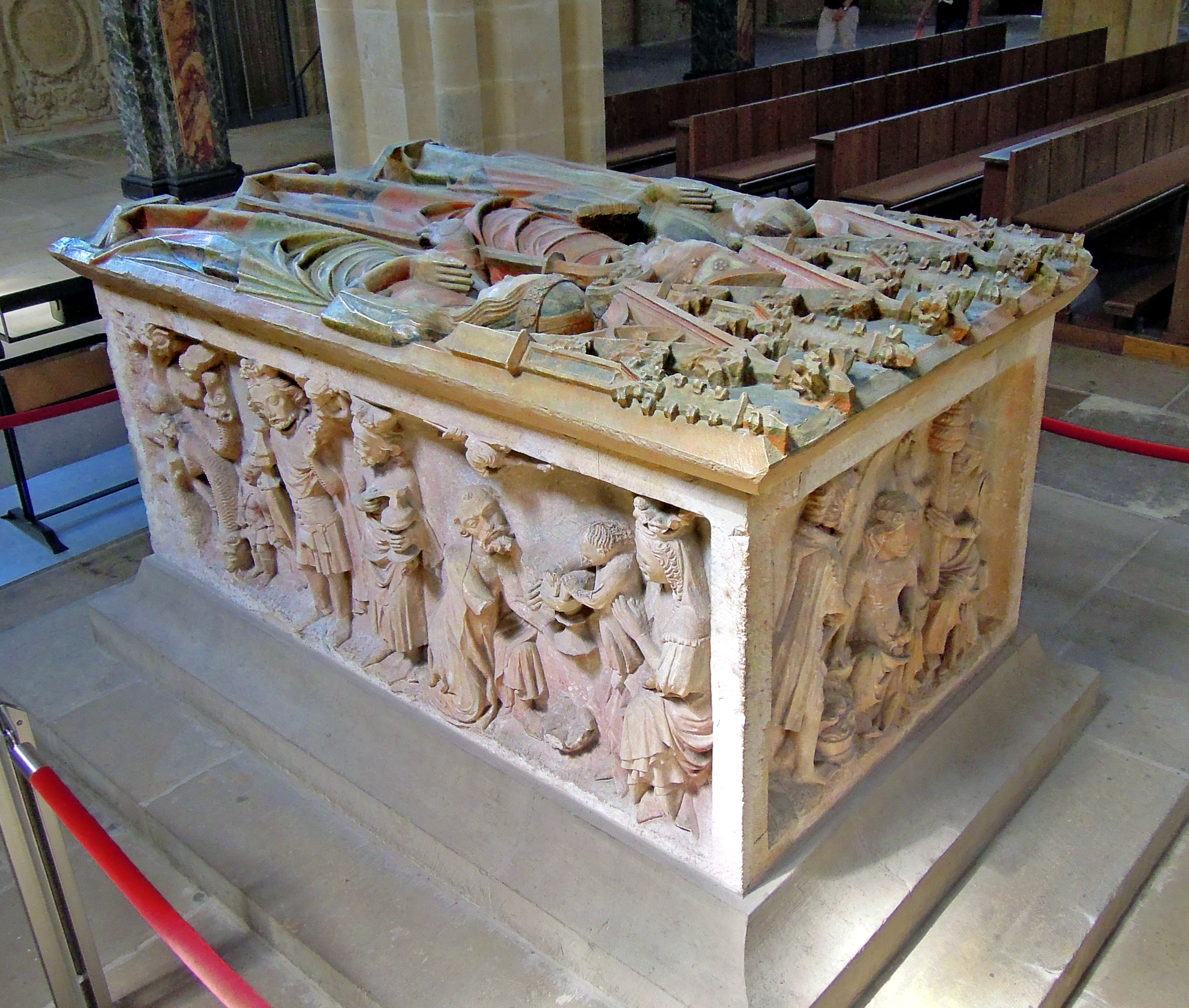
Il Sarcofago di San Severo.

La chiesa custodisce numerose opere d'arte, fra cui spiccano:
- Severisarkophag. Il sarcofago di San Severo, nos coro occidentale, è l'opera maggiore conservata nella chiesa. Venne realizzato in calcare rosa nel 1365 dal Maestro di San Severo.
- Rilievo di San Michele, opera in alabastro del 1467.
- Fonte Battesimale, tardogotico, alto ben 15 metri, venne eseguito nel 1467.
- Pulpito, rinascimentale, del 1576.
- Altar maggiore, barocco, del 1670.
- Organo dalla fastosa cassa barocca del 1714 opera di Johann Friedrich Wender, lo strumento venne rifatto nel 1930 da Johannes Klais da Bonn.

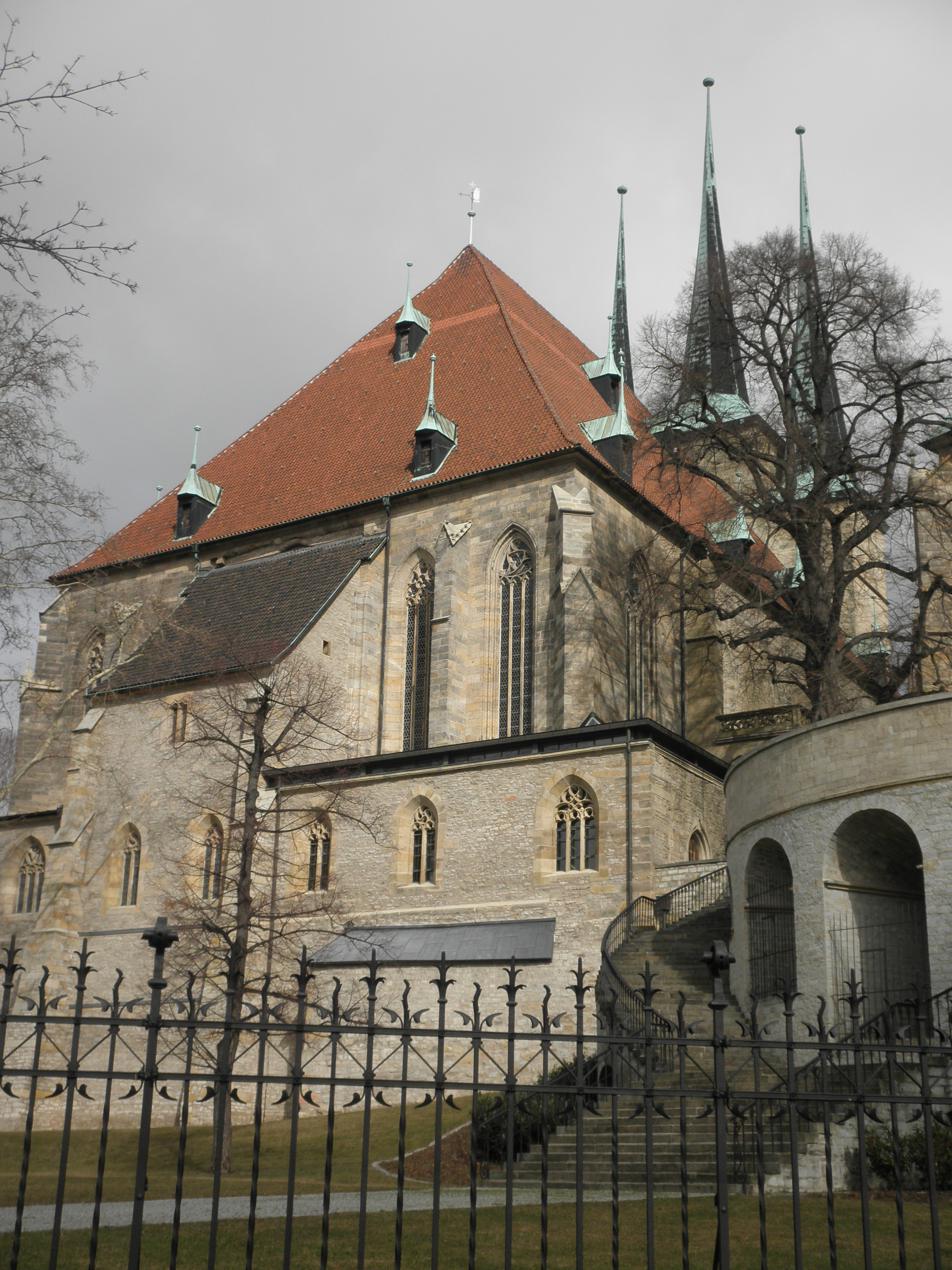
Veduta del corpo occidentale.
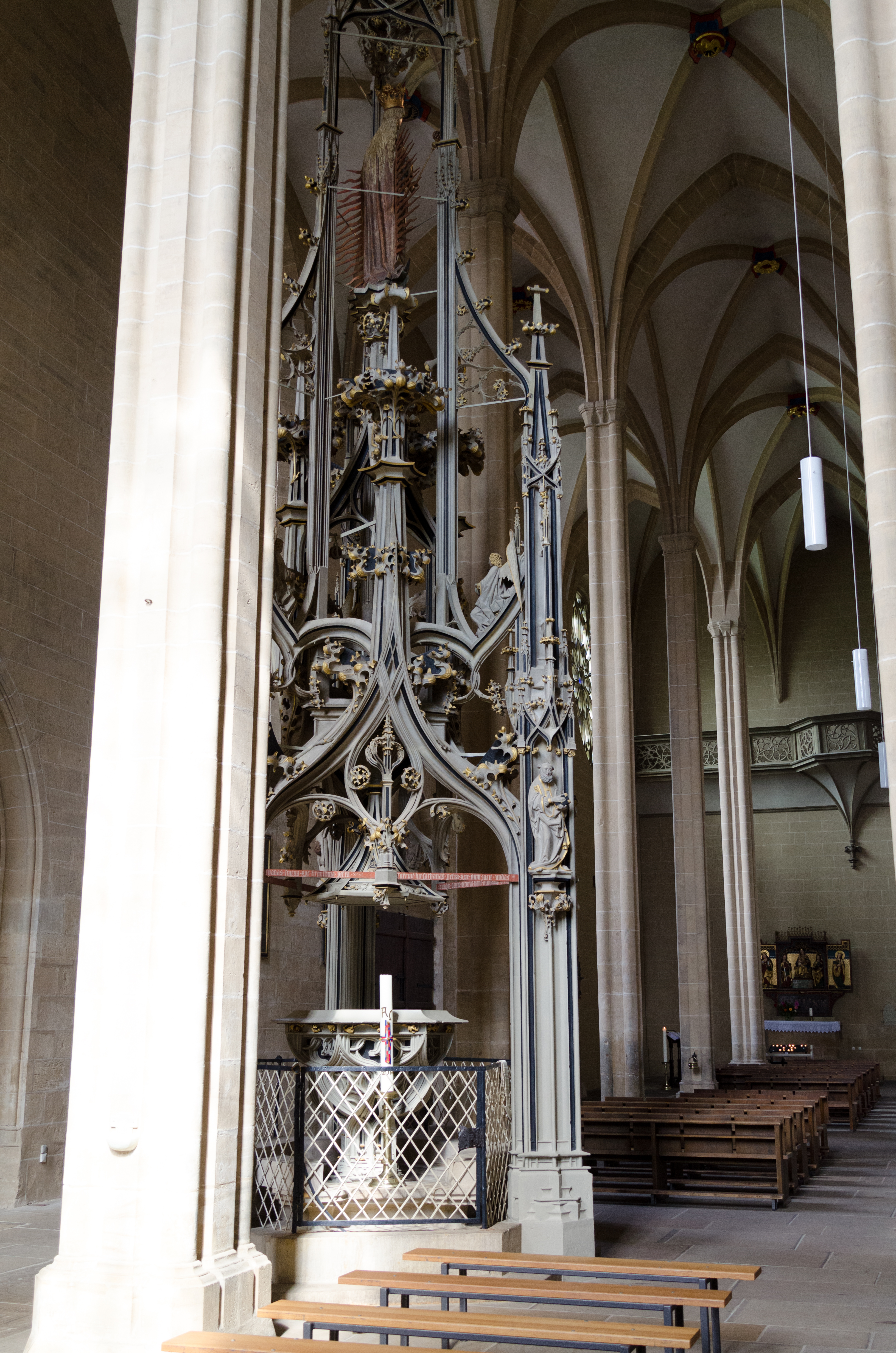
Il Fonte battesimale
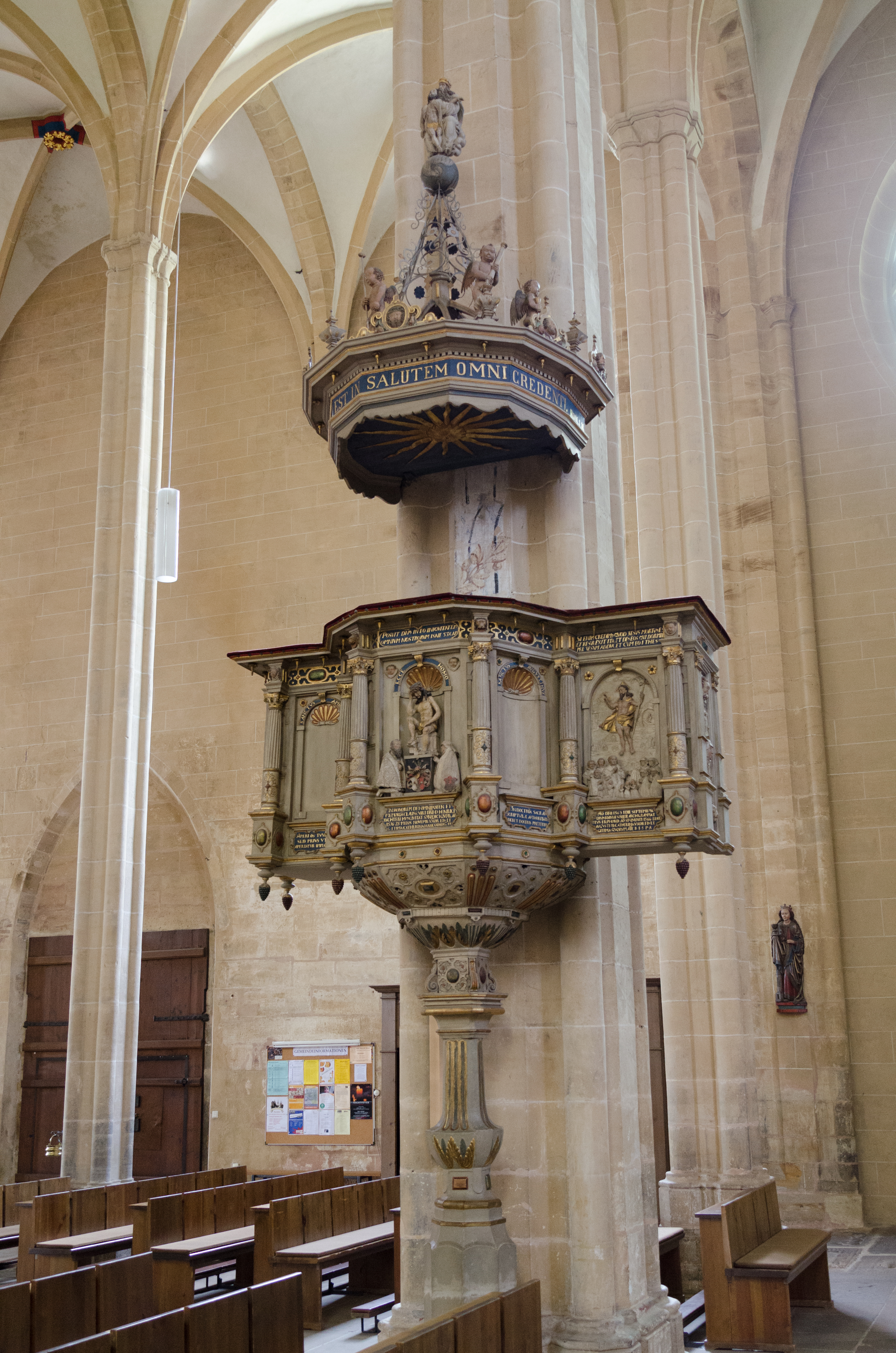
Il Pulpito.
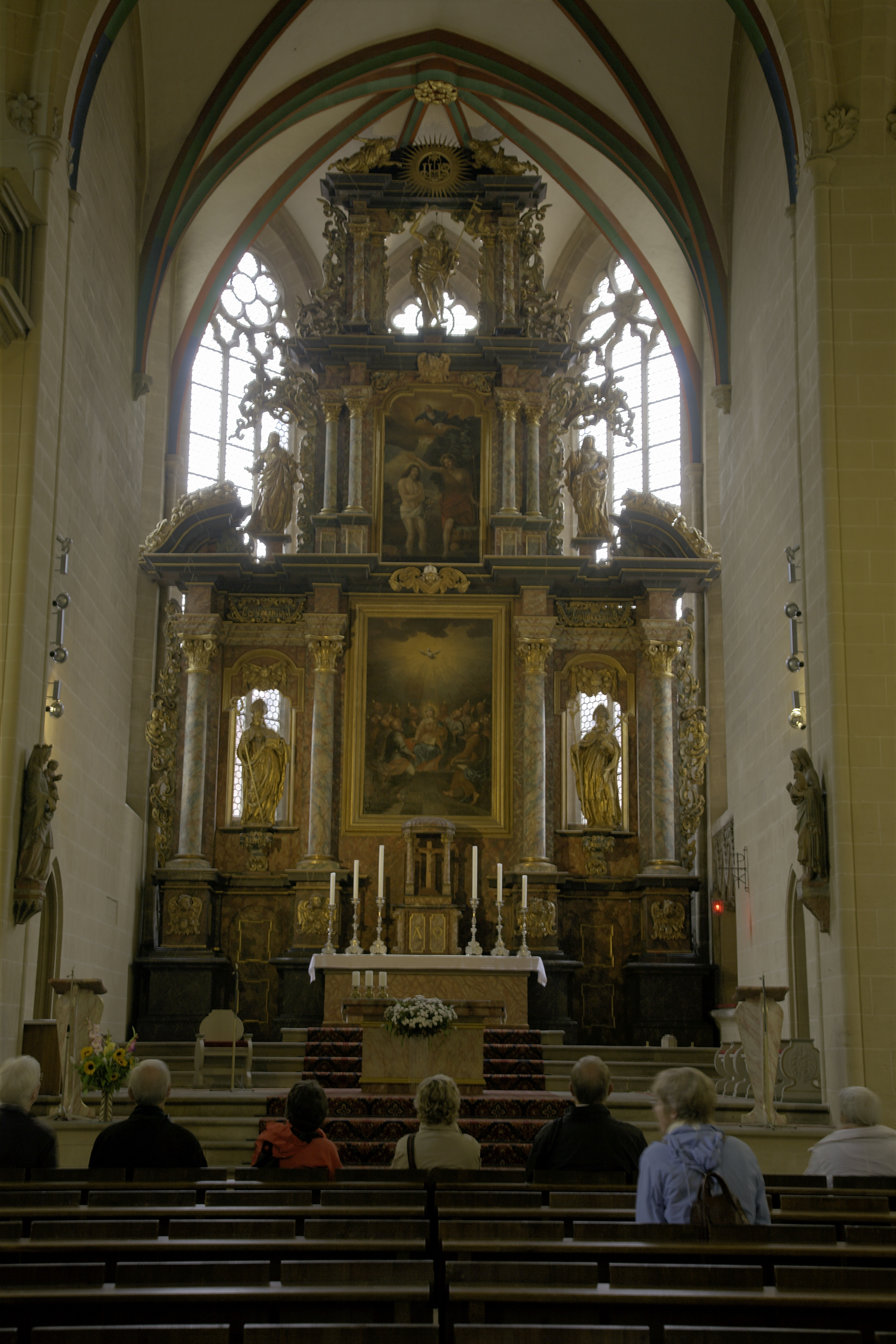
L'Altar maggiore.
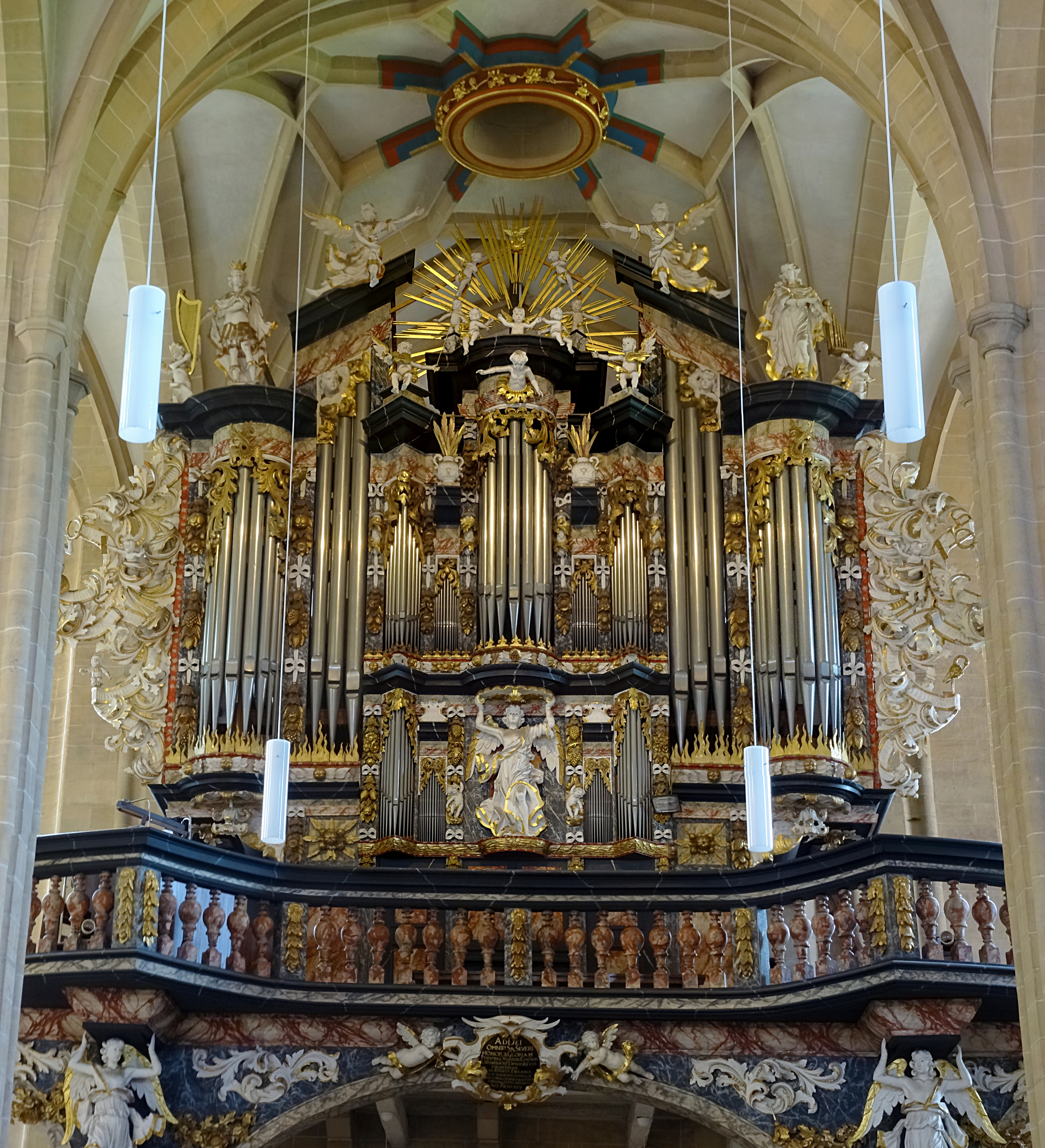
L'Organo.